# Aigle Noir AC
Aigle Noir AC este o echipă de fotbal din Haiti, cu sediul la Port-Au-Prince. Aceasta evoluează în Ligue Haïtienne.